# Jean-Marc Daumas
Pour les articles homonymes, voir Daumas.
Jean-Marc Daumas (Montpellier, 1953 - Marsillargues, 26 juillet 2013) est un pasteur, écrivain, professeur et militant politique français.

## Biographie

### Naissance et parcours universitaire
Jean Marc Pierre Daumas nait à Montpellier le 7 février 1953, il est l'arrière-petit-neveu de l'écrivain Louis Fourmaud.
Il obtient une licence à la Faculté de Théologie Protestante de Paris,, puis un diplôme de Science religieuse à l'École Pratique des Hautes Études, avant d'étudier le Grec biblique à l’École des Langues Orientales Anciennes, structure de l'Institut Catholique de Paris,. En 1978, il obtient une maitrise à la Faculté de Théologie Protestant de Montpellier.
En 1984, il obtient un doctorat d'histoire au sein du campus Aixois de l'Université d'Aix-Marseille.

### Activités
Il fait partie en 1978, aux côtés de Paul Wells et Pierre Courthial, de la première génération d'enseignants de la Faculté libre de théologie réformée d’Aix-en-Provence (renommée par la suite Faculté Jean Calvin) ou il enseigne l'histoire de l'église. Il y enseigne aussi l'hébreu ancien,, tout comme au Séminaire Saint-Luc de la même ville.
Il fonde en 1999, avec Vincent Bru, pasteur l'Association des réformés royalistes.
Il est l'auteur de plusieurs ouvrages et écrit dans La Revue Réformée, revue de la Faculté Jean Calvin,.
Il est membre de l'Académie des sciences, agriculture, arts et belles-lettres d'Aix et chevalier de l'ordre Saint-Lazare de Jérusalem,.

### Décès
Il décède de la maladie de Huntington le 26 juillet 2013, à Marsillargues. Ses obsèques ont lieu au temple protestant de la même commune.

## Engagements politiques
Bien qu'issu d'une famille de gauche, dès son enfance, Jean-Marc Daumas (dit « de Cornilhac ») se tourne vers le royalisme,. Il devient alors correspondant avec Henri d'Orléans, Comte de Paris.
Il fréquente de nombreuses réunions de groupes de cette obédience où il détonne par sa foi reformée, dans un milieu principalement catholique, bien qu'il prétende y être bien reçu. Il mène aussi de nombreuses conférences, aussi bien au théâtre La Scala de Marsillargues, qu'en universités.
Le 24 novembre 1999, il crée l'Association des Réformés Royalistes, à son domicile, situé à l'époque à Aix-en-Provence.
Le 23 novembre 2013, 4 mois après sa mort, la fédération interprovinciale du Grand Sud-Ouest de l'Action française lui rend hommage et « s'incline respectueusement » devant son travail.

## Publications

### Ouvrages
- La révélation générale de Dieu, étude de Romains 1:18-21 chez Jean Calvin et Karl Barth : conséquences théologiques, Institut protestant de théologie, 1978

- Architecture et liturgie dans le monde réformé occidental, civilisation matérielle civilisation des mœurs, 1980

- Les protestants de Marsillargues en Languedoc des origines à 1953, 1984[13]

- Marsillargues en Langedoc, Fief de Guillaume de Nogaret, petite Genève, 1984
- Annonce du salut et vie chrétienne, 1997

- Marsillargues d'hier et d'aujourd'hui, Terre du Sud, 2003
- La figure littéraire du pasteur dans le roman français, 2007[14]

### Contributions
Lecture et déconstruction du mythe révolutionnaire, dans Jean-Marc Berthoud (dir), Révolution et christianisme, une appréciation chrétienne de la Révolution française, Éditions L'Âge d'Homme, collection « Messages », 1992, p. 40-55

### Articles
Dans La Revue Réformée:
- Les origines du réveil au XIXe siècle, no 194, 1997

- Flash sur l’Édit de Nantes, no 202, 1999
- Des Pères de l’église, Leur intérêt et leur actualité, no 205, 1999

- Troubles et attentes millénaires, no 206, 2000
- La famille comme lieu de promesses, no 220, 2002[9]